# Nina Zulić
Nina Zulić (født 4. december 1995 i Ljubljana, Slovenien) er en kvindelig slovensk håndboldspiller som spiller for RK Krim og Sloveniens kvindehåndboldlandshold.